# اسطوره‌های آفرینش مصر باستان
اسطوره‌های آفرینش مصر باستان (به انگلیسی: Ancient Egyptian creation myths)، روایت‌های مصریان باستان از آفرینش جهان هستند. متون اهرام، تزئینات دیوار مقبره‌ها و نوشته‌هایی که به دوران پادشاهی قدیم (حدود ۲۷۰۰ تا ۲۲۰۰ پیش از میلاد) بازمی‌گردند، بیشترین اطلاعات را در مورد اسطوره‌های آفرینش مصر باستان ارائه داده‌اند. این اسطوره‌ها اولین مجموعه‌های مذهبی ثبت‌شده در جهان را تشکیل می‌دهند. مصریان باستان خدایان آفریننده و افسانه‌های مرتبط زیادی داشتند. بنابراین، جهان یا به طور خاص‌تر مصر به روش‌های مختلفی بر اساس بخش‌های مختلف آفریده شده است. برخی از نسخه‌های این اسطوره، تف کردن و برخی دیگر خودارضایی را به‌عنوان عمل آفرینش نشان می‌دهند. اولین خدا، رع و یا آتوم (هر دو خدای آفریننده/خورشید) از وضعیت آشفته جهان پدیدار شدند و شو (هوا) و تفنوت (رطوبت) را به‌وجود آوردند که از اتحاد آن‌ها گب (زمین) و نوت (آسمان) به‌وجود آمدند که به نوبه خود ازیریس، ایزیس، ست و نفتیس را آفریدند. امتداد نسل خدایان از اسطوره ازیریس بود که شامل خود ازیریس، همسرش ایزیس و پسرشان حوروس می‌شد. قتل ازیریس توسط ست و مبارزه بر سر قدرت که هوروس در آن پیروز شد، روایتی قدرتمند ارائه داد که ایدئولوژی پادشاهی مصر باستان را با خلقت کیهان پیوند می‌داد.

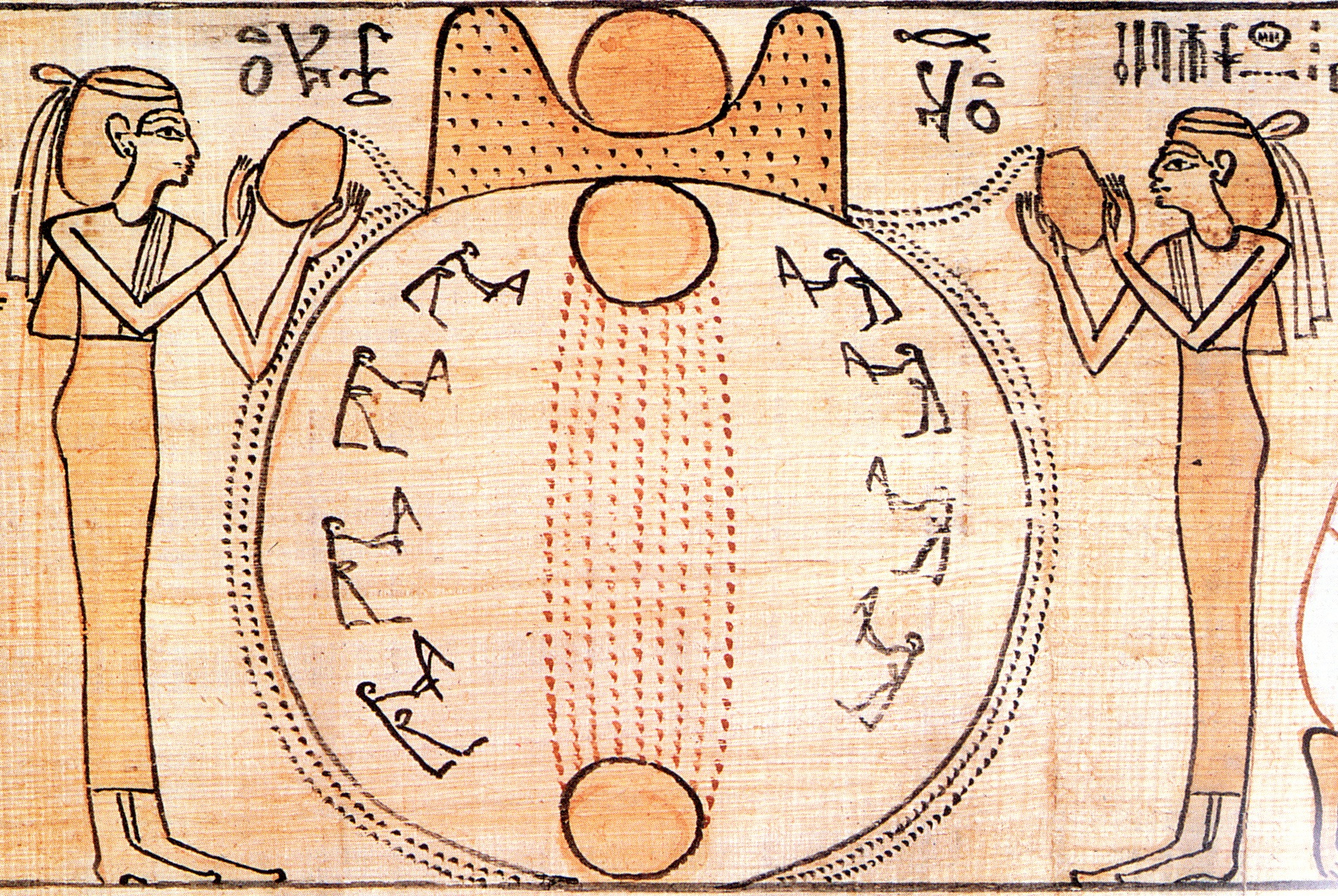
خورشید بر فراز تپه دایره‌ای آفرینش طلوع می‌کند، درحالی‌که الهه‌ها آب‌های نخستین را در اطراف آن می‌ریزند.

در تمام این اسطوره‌ها گفته می‌شود که جهان از دریایی بی‌کران و بی‌جان پدیدار شده است، زمانی که خورشید برای اولین بار طلوع کرد، در دوره‌ای دور که زپ‌تپی (zp tpj) شناخته می‌شود. اسطوره‌های مختلف، آفرینش را به خدایان متفاوتی نسبت می‌دادند: مجموعه‌ای از هشت خدای اولیه به نام اگدود، خدای متفکر پتاح، و خدای مرموز و متعالی آمون. اگرچه این کیهان‌زایی‌های متفاوت با هم در رقابت بودند، اما به‌عنوان جنبه‌های مختلف درک مصریان از خلقت، مکمل یکدیگر بودند.

## عناصر

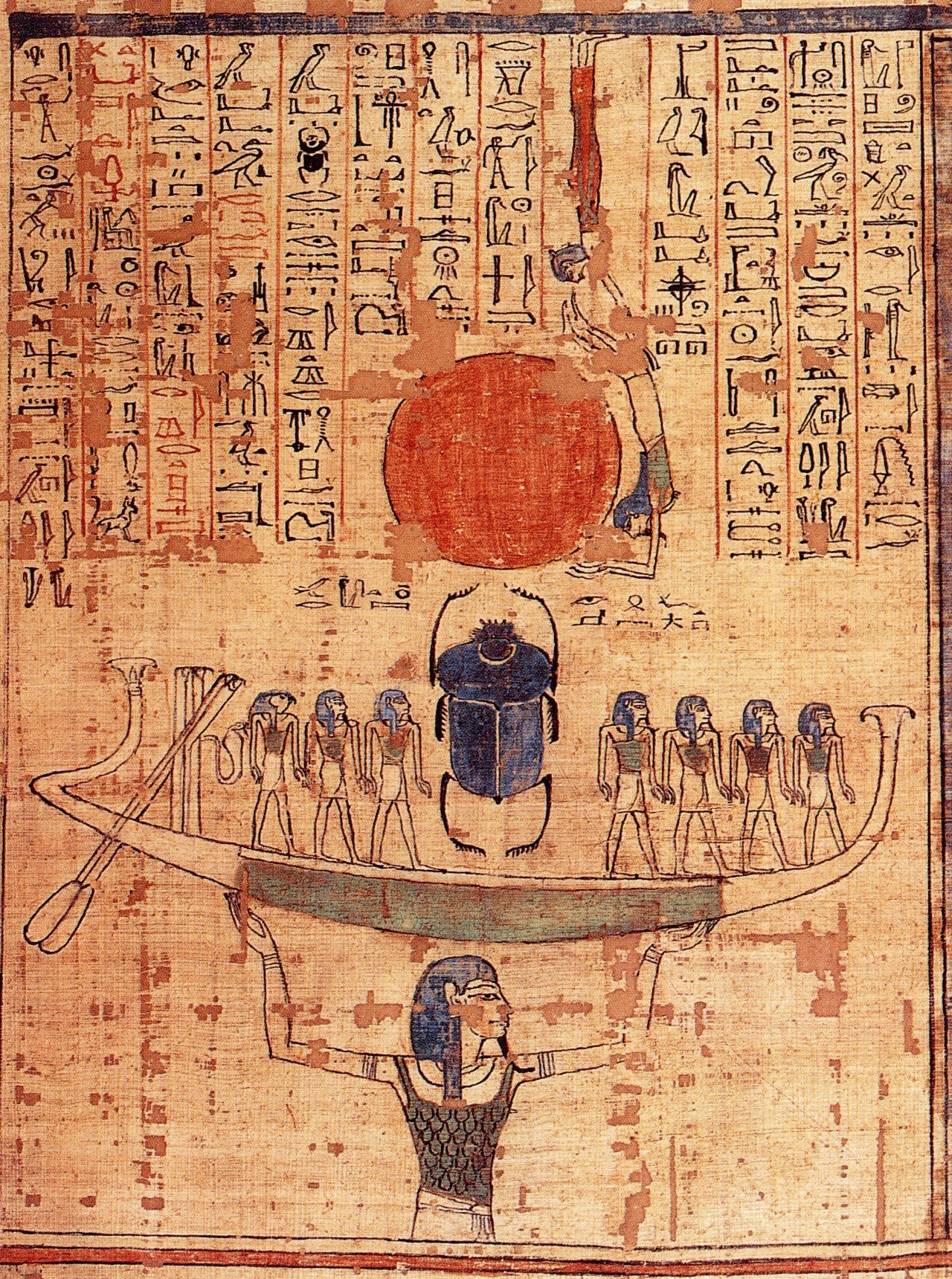
نون، کشتی خورشیدی را به همراه خورشید تازه‌متولدشده از آب‌های آفرینش بلند می‌کند.

اسطوره‌های مختلف عناصر مشترکی دارند. همه آن‌ها معتقد بودند که جهان از آب‌های بی‌جانِ آشوب، به نام نو برخاسته است. همچنین شامل یک تپه هرمی‌شکل به نام بنبن بودند که اولین چیزی بود که از آب بیرون آمد. این عناصر احتمالاً از طغیان سالانه رود نیل الهام گرفته شده‌اند؛ سیلاب‌های پس‌رونده خاک حاصلخیزی را در پی داشت و مصریان ممکن است این را با ظهور حیات از دل هرج‌ومرج اولیه برابر دانسته باشند. تصویر تپه هرمی از بلندترین تپه‌های خاکی که با فروکش کردن رودخانه پدیدار می‌شدند، گرفته شده است.
خورشید ارتباط نزدیکی با آفرینش داشت و گفته می‌شد که به‌عنوان خدای خورشید رع، یا به عنوان خدای خپری که نمایانگر خورشید تازه‌طلوع‌کرده بود، ابتدا از تپه طلوع کرده است. روایت‌های زیادی از ظهور خورشید وجود داشت و گفته می‌شد که خورشید مستقیماً از تپه یا از گل نیلوفر آبی که از تپه روییده بود، به شکل حواصیل، شاهین، سرگین‌غلتان یا کودک انسان، بیرون آمده است.
یکی دیگر از عناصر رایج کیهان‌شناسی مصری، شکل آشنای تخم کیهانی است، جایگزینی برای آب‌های نخستین یا تپه نخستین. یکی از گونه‌های روایت تخم کیهانی می‌گوید که خدای خورشید به‌عنوان قدرت اولیه، از تپه اولیه که در هرج‌ومرج دریای اولیه قرار داشت، پدیدار شد.

## کیهان‌زایی‌ها
روایت‌های مختلف آفرینش هر کدام با آیین پرستش یک خدای خاص در یکی از شهرهای بزرگ مصر مرتبط بودند: الاشمونین، هلیوپلیس، ممفیس و تبس. این اسطوره‌ها نمایانگر الهیات رقیب هستند، اما جنبه‌های مختلفی از فرآیند خلقت را نشان می‌دهند.

### الاشمونین

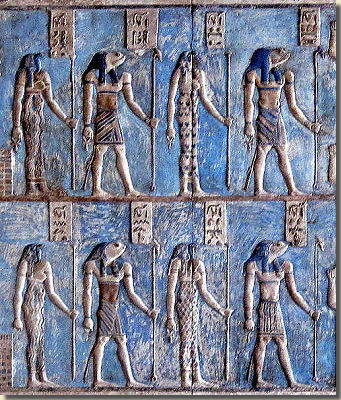
تصویری از اگدود از یک نقش‌برجسته دوران روم در معبد دندره المرکب در دندره که در آن برخی سر قورباغه و برخی دیگر سر مار دارند.

اسطوره آفرینش که در الاشمونین رواج یافت، بر ماهیت کیهان پیش از آفرینش جهان تمرکز داشت. ویژگی‌های ذاتی آب‌های نخستین توسط مجموعه‌ای از هشت خدا به نام اوگدود نشان داده می‌شد. الهه نائونت و همتای مذکرش نو، نمایانگر آب راکد اولیه بودند؛ هه و همتای او هائوهت نمایانگر وسعت بی‌نهایت آب بودند؛ کک و کاوکت، تاریکی موجود در آن را مجسم می‌کردند؛ و آمون و آمنت، در تضاد با جهان ملموس زندگان، نمایانگر ماهیت پنهان و ناشناخته آن بودند. آب‌های نخستین خود بخشی از فرآیند آفرینش بودند، بنابراین خدایانی که نماینده آن‌ها بودند را می‌توان خدایان خالق دانست. طبق این اسطوره، هشت خدا در ابتدا به گروه‌های مذکر و مؤنث تقسیم می‌شدند. آن‌ها به‌صورت نمادین به‌عنوان موجودات آبزی به تصویر کشیده می‌شدند زیرا در آب زندگی می‌کردند: نرها به‌صورت قورباغه و ماده‌ها به‌صورت مار نمایش داده می‌شدند. این دو گروه سرانجام به هم رسیدند و منجر به یک آشوب بزرگ شدند که تپه هرمی‌شکل را به‌وجود آوردند. و از آن خورشید پدید آمد که در آسمان طلوع کرد تا جهان را روشن کند.

### هلیوپلیس
در هلیوپلیس آفرینش به آتوم، خدایی که ارتباط نزدیکی با رع داشت، نسبت داده می‌شد که گفته می‌شد در آب‌های نو به‌عنوان موجودی بالقوه و بی‌جان وجود داشته است. آتوم خدایی خودساخته، منبع تمام عناصر و نیروهای جهان بود، و اسطوره هلیوپلیتی فرآیندی را توصیف می‌کند که طی آن او از یک موجود واحد به این عناصر چندگانه «تکامل» یافت. این داستان زمانی آغاز شد که آتوم بر روی تپه ظاهر شد و باعث پیدایش خدای هوا یعنی شو و خواهرش تفنوت شد که وجودشان نمایانگر ظهور فضا در میان آب‌ها بود. برای توضیح چگونگی انجام این کار توسط آتوم، اسطوره از استعاره خودارضایی استفاده می‌کند، و دستی که او در این عمل استفاده می‌کند نمایانگر اصل زنانه ذاتی در اوست. همچنین گفته می‌شود که او «عطسه» و «تف» کرده تا شو و تفنوت را به‌وجود آورد، استعاره‌ای که از جناس روی نام‌های آن‌ها ناشی شده است. سپس شو و تفنوت با هم ازدواج کردند و خدای زمین، گب، و الهه آسمان، نوت را به‌وجود آوردند که مرزهای جهان را تعریف کردند. گب و نوت چهار فرزند به‌دنیا آوردند که نمایانگر نیروهای زندگی بودند: ازیریس خدای باروری و تجدید حیات؛ ایزیس الهه مادری؛ ست، خدای هرج و مرج؛ و نفتیس الهه حفاظت. بنابراین، این اسطوره نمایانگر فرآیندی بود که طی آن حیات ممکن شد. این نه خدا از نظر الهیاتی به عنوان انئاد گروه‌بندی می‌شدند، اما هشت خدای کوچک‌تر و همه چیزهای دیگر در جهان، در نهایت به‌عنوان امتداد آتوم در نظر گرفته می‌شدند.

### ممفیس
روایت ممفیس از آفرینش بر پتاح، خدای حامی صنعتگران متمرکز بود. به این ترتیب، او نمایانگر توانایی صنعتگر در تجسم یک محصول و شکل دادن به مواد خام برای خلق آن محصول بود. الهیات ممفیسی می‌گفت که پتاح به همین ترتیب جهان را آفریده است. برخلاف سایر آفریده‌های مصری، این نه یک آفریده فیزیکی بلکه یک آفریده فکری توسط کلام و ذهن خدا بود. ایده‌هایی که در قلب پتاح (که مصریان آن را جایگاه اندیشه بشر می‌دانستند) پرورش می‌یافتند، هنگامی که او آن‌ها را با زبانش نام‌گذاری می‌کرد، شکل می‌گرفتند. با گفتن این نام‌ها، پتاح خدایان و همه چیزهای دیگر را تولید کرد.
اسطوره آفرینش ممفیس با اسطوره آفرینش هلیوپلیس هم‌زمان وجود داشته است، زیرا اعتقاد بر این بود که اندیشه و گفتار خلاقانه پتاح باعث شکل‌گیری آتوم و انئاد شده است. پتاح همچنین با تاتجنن، خدایی که به تپه هرمی شخصیت می‌بخشید مرتبط بود.

### تبس
الهیات تبس ادعا می‌کرد که آمون صرفاً عضوی از اگدود نیست، بلکه نیروی پنهان پشت همه چیز است. ترکیبی از تمام مفاهیم خلقت در شخصیت آمون وجود دارد، ترکیبی که تأکید می‌کند چگونه آمون با وجود خود «فراتر از آسمان و عمیق‌تر از جهان زیرین» از همه خدایان دیگر فراتر می‌رود. یکی از اسطوره‌های تبسی عمل آفرینش آمون را به آوای غاز تشبیه می‌کند که سکون آب‌های نخستین را شکست و باعث شکل‌گیری اگدود و انئاد شد. آمون از جهان جدا بود، ماهیت واقعی او حتی از خدایان دیگر پنهان بود. در عین حال از آن‌جا که منبع نهایی آفرینش بود، همه خدایان از جمله دیگر آفرینندگان، صرفاً جنبه‌هایی از آمون بودند. آمون سرانجام به‌دلیل این باور، خدای برتر خدایان مصر شد.
آمون هم‌«عنی با رشد تبس به‌عنوان یک پایتخت مذهبی بزرگ است. برای درک برتری آمون، به تالارهای ستون‌دار، هرم‌های سنگی، مجسمه‌های عظیم، نقش‌برجسته‌های دیواری و کتیبه‌های هیروگلیف معابد تبس نگاه می‌کنیم. تبس به‌عنوان محل ظهور تپه باستانی در آغاز زمان تصور می‌شد.